# Marco Borriello

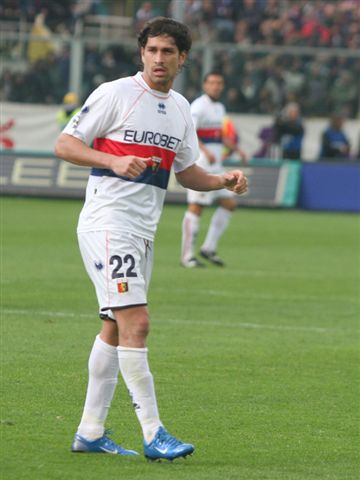
Marco Borriello

Marco Borriello, född 18 juni 1982 i Neapel i Italien, är en italiensk fotbollsspelare som spelar som anfallare för UD Ibiza. Han har tidigare spelat i bland annat Sampdoria, Empoli, Milan, Roma, Juventus och Genoa.
Borriello spelade för Italiens U21-lag 2001–2003, där han gjorde sex mål på 11 matcher. Under säsongen 2009/2010 spelade han för AC Milan där han gjorde 14 mål under ligaspelet och två mål i Champions League.
Marcos yngre bror, Fabio, är också professionell fotbollsspelare och spelar för FC Pro Vasto.

## Fotnoter
1. ↑  [ https://www.ibizaud.com/jugador/borriello/ Arkiverad 25 januari 2019 hämtat från the Wayback Machine.], ibizaud.com, hämtad 2019-01-25